# Кремьё, Адольф
Адольф Кремьё (фр. Adolphe Crémieux; 30 апреля 1796, Ним, — 10 февраля 1880, Париж) — франко-еврейский юрист и государственный деятель, защитник прав евреев Франции, видный деятель масонства.

## Биография
Он родился в Ниме в богатой еврейской семье в папском анклаве Карпентрас. Его отцом был Исаак Моше. В 1824 году Кремьё женился на представительнице семьи Сильни.

## Политическая карьера

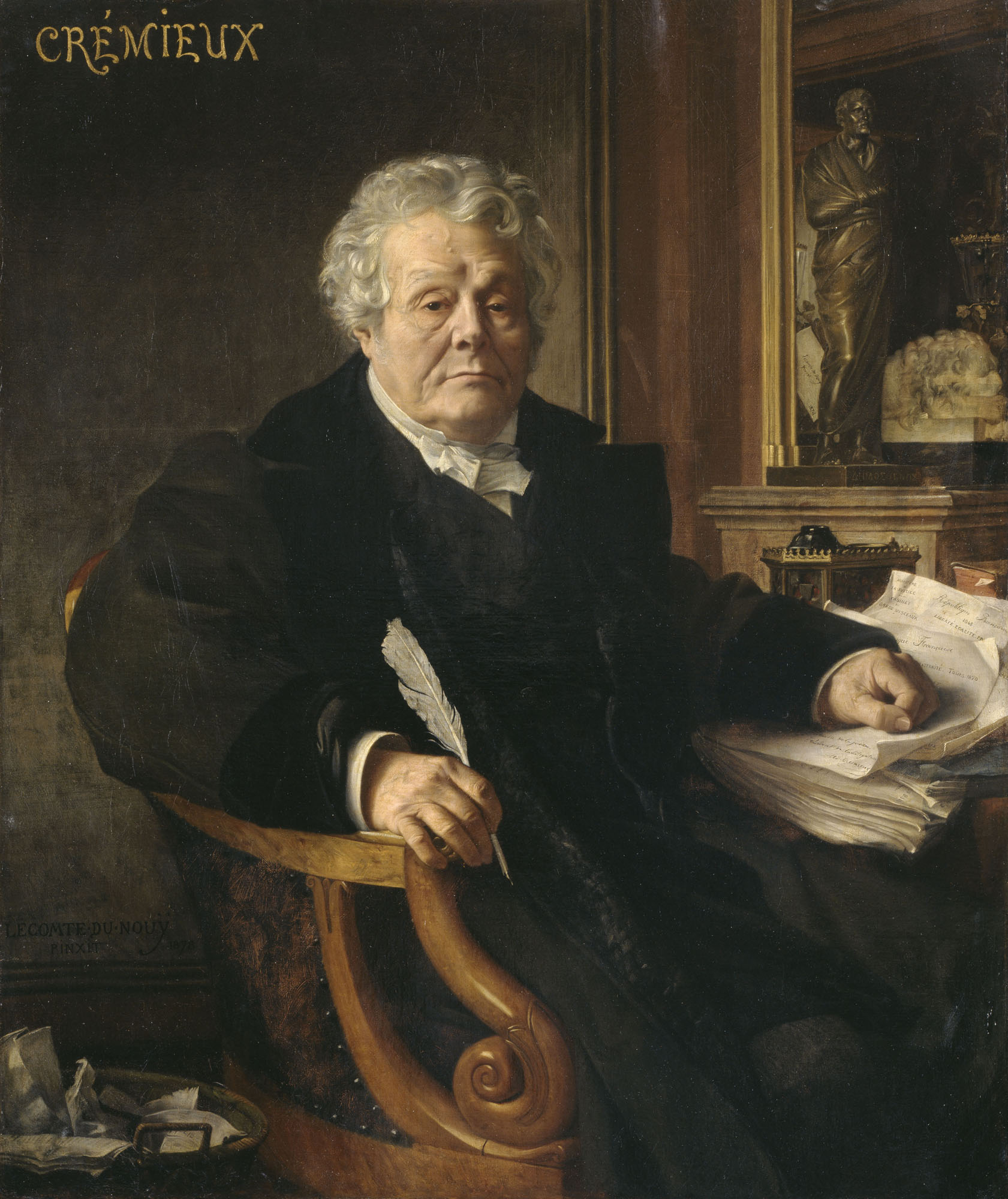
Леконт дю Нуи. Портрет А. Кремьё (1878)

После революции 1830 года он приехал в Париж, где установил связи с многочисленными политическими деятелями, и даже с королём Луи Филиппом. Кремьё стал блестящим защитником либеральных идей в суде и в прессе. Примеры его деятельности включают его «Панегирик епископу Грегуару» (1830), «Записку для политической реабилитации маршала Нея» (1833), и «Призыв к обвиняемому» (апрель 1835). Он избирался депутатом в 1842 году, был одним из лидеров кампании против министра Гизо, и его красноречие внесло большой вклад в успех своей партии.
С 1834 года и вплоть до своей смерти Кремьё занимал пост вице-президента «Центральной консистории израильтян Франции», являвшуюся административным органом для всех французских евреев. 24 февраля 1848 года он был избран республиканцами в качестве члена временного правительства. Как министр юстиции он выпустил Указ об отмене смертной казни за политические преступления и сделал должность судьи несменяемой. В том же году он сыграл важную роль в объявлении конца рабству во всех французских колониях, за что некоторые называют его французским Авраамом Линкольном. Когда конфликт между республиканцами и социалистами вновь вспыхнул, он ушёл в отставку, но продолжал принимать участие в учредительном собрании. Сначала он поддерживал Луи Наполеона, но когда обнаружил его имперские амбиции, то порвал с ним.
Был арестован и заключён в тюрьму 2 декабря 1851 года. В ноябре 1869 года он был избран республиканским депутатом от Парижа. 4 сентября 1870 года он был вновь избран в качестве члена правительства национальной обороны и вернулся на пост министра юстиции. Он тогда входил в состав Делегации Тура, но не принимал участия в завершении организации защиты. Он ушёл в отставку вместе со своими коллегами 14 февраля 1871 года. Восемь месяцев спустя он был избран депутатом, а с 1875 года стал пожизненным сенатором.
Кремьё много сделал для улучшения жизни евреев. В 1827 году он выступал за отмену «Присяги для евреев», которая законодательно стигматизировала евреев, оставшихся с времён дореволюционной Франции. В 1860 году он основал в Париже международную еврейскую организацию Всемирный еврейский союз (Альянс) (фр. Alliance Israélite Universelle), став его президентом четыре года спустя. В 1866 году Кремьё отправился в Санкт-Петербург, чтобы успешно защитить евреев Саратова, которые были обвинены в кровавом навете.

### Указ Кремьё
В 1870 году в качестве министра юстиции он издал «Декрет Кремье», обеспечивший полное гражданство для евреев во франкоговорящей части, находящейся под властью Алжира. Указ позволил жителям Европы в Алжире и его родной Сефардской еврейской общине стать гражданами Франции, в то время как мусульманские арабы и берберы были исключены и остались людьми второго сорта, не имея статуса «коренных» жителей. Это создало условия для ухудшения отношений между мусульманской и еврейской общинами и оказало роковое влияние в алжирской войне за независимость, после чего подавляющее большинство алжирских евреев иммигрировали во Францию.

### Работы Кремьё
- Сборник политических дел (1869)
- Акты делегации в Тур-де- Бордо 2 тома (1871)

## В масонстве
Адольф Кремьё был посвящён в масонство в 1818 году в ложе «Неизвестное благодеяние» (Bienfait anonyme) (Ним), которая находилась под юрисдикцией Великого востока Франции.
В 1860 году он покинул Великий восток Франции, чтобы войти в Верховный совет Франции (ДПШУ), став впоследствии его великим командором.
В 1875 году Кремьё в Лозанне участвовал в работе масонских Верховных советов, по согласованию Древнего и принятого шотландского устава с законными требованиями современной цивилизации. В основополагающем документе современного масонства в виде окончательной декларации встречи в Лозанне Кремьё объявил о «существовании творческого начала».

## Смерть
Кремьё умер в Париже в 1880 году и был похоронен на кладбище Монпарнас.

## Память
В его честь названа улица в немецкой колонии в окрестностях Иерусалима, а также в центре Тель-Авива и в районе «Французский Кармель» в Хайфе.

Он является персонажем двух литографий Оноре Домье, который подшучивал над его лицом. Первая была написана в 1848 году и называлась «Представители Представленных» и сопровождалась надписью: 
«Великий любовник перемен, которому ничего не хватит для его счастья, если в один прекрасный день он изменит своё лицо!»
 Год спустя, вторая литография была озаглавлена:
«Г-н Кремьё ищет квартиру: „Если я арендую это жилье, я хотел бы как совладелец снять этот ужасный портрет… о, но Боже мой, это зеркало!..“»